# The Devil’s Blood
The Devil’s Blood – holenderski zespół muzyczny wykonujący hard rock z wpływami rocka psychodelicznego, aktywny w latach 2006-2013. W swej twórczości formacja odnosiła się do muzyki rockowej lat 60. i 70. XX w. Z kolei w tekstach poruszała zagadnienie okultyzmu, co przysporzyło The Devil’s Blood etykietę zespołu occult rockowego. Jego jednymi stałymi członkami byli rodzeństwo: Farida (śpiew) i Selim Lemouchi (gitara, gitara basowa, keyboard).

## Historia
Grupa powstała w 2006 roku w Eindhoven. Rok później zespół zarejestrował czteroutworowe demo. Wkrótce potem formacja związała się z wytwórnią muzyczną Ván Records. 17 kwietnia 2008 roku ukazał się debiutancki minialbum The Devil’s Blood pt. The Graveyard Shuffle wydany w formie 7” płyty winylowej. Na wydawnictwie znalazły się dwie kompozycje zarejestrowane w The Void Studios. Kolejny minialbum, zatytułowany Come, Reap został wydany 18 listopada tego samego roku. Materiał ukazał się na płycie CD, a także 12” calowej płycie winylowej.
11 września 2009 roku ukazał się pierwszy album długogrający zespołu pt. The Time of No Time Evermore. W realizacji płyty wziął udział Erik Danielsson znany z występów w zespole Watain, który zaaranżował, a także napisał tekst utworu „The Yonder Beckons”. Wydawnictwo dotarło do 62. miejsca listy Media Control Charts w Niemczech. Debiut poprzedził wydany 7 sierpnia singel pt. I'll Be Your Ghost. W Stanach Zjednoczonych The Time of No Time Evermore ukazał się 25 maja 2010 roku. W tym samym roku zespół dał szereg koncertów w Europie w tym na festiwalach Rock Hard Festival i Summer Breeze Open Air.
19 października 2011 ukazał się trzeci minialbum zespołu pt. Fire Burning. Materiał ukazał się na płycie CD, a także 7” calowej płycie winylowej. Następnie, 11 listopada został wydany drugi album studyjny grupy zatytułowany The Thousandfold Epicentre. Nagrania przyniosły formacji pierwszy sukces komercyjny w rodzimej Holandii, gdzie płyta była notowana na 76. miejscu listy MegaCharts. W Niemczech natomiast album dotarł do 67. miejsca tamtejszej listy sprzedaży. W międzyczasie muzycy podpisali kontrakt wydawniczy z wytwórnią Metal Blade Records.
25 stycznia 2013 roku zespół poinformował na swoim oficjalnym profilu na Facebooku o zakończeniu działalności.

## Dyskografia
| 2009                           | The Time of No Time Evermore - Data: 11 września 2009 - Wydawca: Ván Records                   | 62 | –  |
| 2011                           | The Thousandfold Epicentre - Data: 11 listopada 2011 - Wydawca: Ván Records                    | 67 | 76 |
| 2013                           | III Tabula Rasa Or Death And The Seven Pillars - Data: 30 kwietnia 2013 - Wydawca: Ván Records | –  | –  |
| „–” pozycja nie była notowana. |                                                                                                |    |    |

| Rok  | Tytuł                                                                 |
| ---- | --------------------------------------------------------------------- |
| 2008 | The Graveyard Shuffle - Data: 17 kwietnia 2008 - Wydawca: Ván Records |
| 2008 | Come, Reap - Data: 18 listopada 2008 - Wydawca: Ván Records           |
| 2011 | Fire Burning - Data: 19 października 2011 - Wydawca: Ván Records      |

| Rok  | Tytuł                                                             |
| ---- | ----------------------------------------------------------------- |
| 2009 | I'll Be Your Ghost - Data: 7 sierpnia 2009 - Wydawca: Ván Records |